# 1810 în literatură
Anul 1810 în literatură a implicat o serie de evenimente și cărți noi semnificative.  

## Cărți noi
- Catherine Cuthbertson  - The Forest of Montalbano
- Peter Middleton Darling - The Romance of the Highlands
- John English - The Grey Friar and the Black Spirit of the Wye
- Sarah Green - The Festival of St. Jago
- Caroline Horwood - The Castle of Vivaldi
- Ann Hatton - Cambrian Pictures
- Anthony Frederick Holstein - The Assassin of St. Glenroy
- Mary Houghton - The Mysteries of the Forest
- Robert Huish - The Mysteries of Ferney Castle
- Emma Parker – A Soldier’s Offspring
- Jane Porter - The Scottish Chiefs
- Regina Marie Roche
  - Convent of St. Ildefonso
  - The Houses of Osma and Almeria
- Percy Bysshe Shelley - Zastrozzi
- Anne Louise Germaine de Stael - De l'Allemagne
- Louisa Stanhope
  - Di Montranzo
  - The Novice of Corpus Domini
- Catherine George Ward – The Daughter of St Omar
- Jane West - The Refusal
- Sarah Wilkinson
  - The Orphan Sisters
  - Torbolton Abbey